# Poecilominettia unicolor
Poecilominettia unicolor är en tvåvingeart som beskrevs av Friedrich Georg Hendel 1932. Poecilominettia unicolor ingår i släktet Poecilominettia och familjen lövflugor. Inga underarter finns listade i Catalogue of Life.